# Ataque aéreo de Ouadi Doum
El ataque aéreo de Ouadi Doum fue llevado a cabo por aviones franceses el 16 de febrero de 1986 contra la base aérea libia de Ouadi Doum, en el norte de Chad, durante el conflicto entre Chad y Libia. La incursión fue significativa porque demostró la determinación francesa de contrarrestar los objetivos expansionistas de Gadafi e indicó el compromiso de Francia con sus antiguas colonias.

## Antecedentes
En un acuerdo alcanzado en Creta en septiembre de 1984 entre los presidentes libio y francés, Muamar el Gadafi y François Mitterrand, se acordó que las fuerzas francesas y libias abandonarían Chad, que entonces estaba dividido en el paralelo 16, con Libia y el GUNT rebelde manteniendo el norte y los franceses y el gobierno chadiano manteniendo el sur. Pero mientras Francia respetó los acuerdos y abandonó Chad en 1984, Libia sólo redujo sus fuerzas, manteniendo 5.000 hombres en el país.
Cuando por orden de Gadafi las fuerzas del GUNT atacaron el sur de Chad en febrero de 1986 violando el paralelo 16, la reacción francesa fue inmediata: mientras el 13 de febrero se iniciaba la Opération Epervier, que llevó a mil soldados franceses a Chad, se preparaba un ataque aéreo. El primer movimiento consistió en reagrupar una quincena de Mirage F1 y Jaguar en Bangui. El objetivo de la operación era dañar la pista de aterrizaje de Ouadi Doum, en el norte de Chad, una pista de 3800 metros de longitud, construida por los libios entre noviembre de 1984 y octubre de 1985. Ouadi Doum tenía una gran importancia estratégica, ya que los bombarderos libios podían volar desde allí para atacar la capital de Chad, Yamena.
Más importantes aún eran los aspectos políticos del ataque: Ouadi Doum era un símbolo de la duplicidad libia. El gobierno francés pretendía con esta acción enviar un mensaje a sus aliados africanos demostrando su determinación de hacer frente a la expansión libia.

## Ataque
El 16 de febrero, 11 Jaguars del Escadrón 1/11 Roussillon escoltados por cuatro Mirage F1 partieron de Bangui hacia Ouadi Doum. Cuando los aviones franceses atacaron, volaban muy cerca del suelo para evitar ser detectados por los radares y misiles tierra-aire 2K12 Kub libios hasta que fuera demasiado tarde. Los aviones hicieron una sola pasada sobre el objetivo, dejando caer unas cuarenta bombas BAP 100 y clásicas de 250 kg sobre la pista de aterrizaje, dañándola gravemente e inutilizándola temporalmente. Todo el ataque duró menos de un minuto. Los dos últimos Jaguars del ataque llegaron tarde al viraje y volaron sobre la metralla y los escombros arrojados por el Líder y el Número 2 de la formación, sufriendo daños menores, pero pudiendo regresar a Bangui.

## Consecuencias
Poco después, el ministro francés de Defensa, Paul Quilès, anunció que la pista de Ouadi Doum había quedado inutilizada. Las reacciones políticas en Francia fueron todas de apoyo al gobierno, con excepción de las del Partido Comunista Francés. En cuanto a las reacciones extranjeras, Mitterrand obtuvo el apoyo de Estados Unidos y, como quedó patente en la cumbre de la Francofonía celebrada en París del 17 al 19 de febrero, de la mayoría de los países africanos.
La primera reacción de Gadafi fue afirmar que la pista de aterrizaje sólo tenía fines civiles y que el ataque había causado la muerte de nueve civiles. Sin embargo, Gadafi tomó represalias al día siguiente del ataque, cuando un Tupolev Tu-22 libio procedente de Aouzou atacó el aeropuerto de Yamena, la capital de Chad. El avión pasó desapercibido a los radares franceses volando a baja altura sobre el desierto durante más de 1.127 km, aceleró a más de Mach 1, ascendió a 5.030 m y lanzó tres bombas pesadas. A pesar de la considerable velocidad y altitud del avión, el ataque fue extremadamente preciso: dos bombas impactaron en la pista, una demolió la calle de rodaje y, como consecuencia, el aeródromo permaneció cerrado durante varias horas. El bombardero tuvo problemas técnicos en su viaje de regreso. Aviones estadounidenses de reconocimiento de alerta temprana con base en Sudán controlaron las llamadas de socorro enviadas por el piloto del Tu-22, que indicaban que probablemente se había estrellado antes de llegar a su base de Aouzou (posiblemente alcanzado por los tubos gemelos que se dispararon en el aeropuerto de Yamena). En 1987, la aviación francesa volvió a atacar el aeródromo, esta vez contra los radares libios.